# Goodbye Mr. Mackenzie
Goodbye Mr. Mackenzie war eine britische Punkband. Die aus Bathgate in der Nähe von Edinburgh stammende Gruppe in den ausgehenden 1980er Jahren eine der einflussreichsten schottischen Post-Punk-Bands.
Die Band wurde gegründet von Sänger Ewan Drysdale, Martin Metcalfe an der Gitarre, Jamie Waterson an der Bassgitarre, John Duncan (ehemals The Exploited) an der Gitarre, Derek Kelly am Schlagzeug und Shirley Manson an den Keyboards. Ende der 1980er Jahre unterschrieb die Band einen Major-Deal bei der Plattenfirma Capitol Records. Nach ihrem Debütalbum Good Deeds & Dirty Rags, das in Großbritannien immerhin Platz 26 erreichte und in der Szene weithin gefeiert wurde, wollte Capitol Records das zweite Album Hammer & Tongs plötzlich nicht mehr herausbringen. Die Band wechselte daraufhin kurzerhand zu Radioactive Records, einem kleinen Independentlabel.
Wilson, Kelly, Metcalfe und Manson gründeten 1993 die Band Angelfish, um ihren Plattenvertrag mit Radioactive Records erfüllen zu können. Shirley Manson verließ daraufhin die Band zugunsten von Garbage; Metcalfe, Kelly und Wilson spielten in den 1990er Jahren weiter unter den Namen The Filthy Tongues und Fishhead.

## Diskografie
Alben
| Jahr | Album                     | Land          | Label                   | Anmerkung                                                   |
| ---- | ------------------------- | ------------- | ----------------------- | ----------------------------------------------------------- |
| 1989 | Good Deeds and Dirty Rags | UK            | Capitol Records         | Debütalbum, erreichte Platz 26 der UK Albums Chart          |
| 1989 | Fish Heads and Tails      | UK            | Capitol Records         | Live- und B-Sides-Album                                     |
| 1991 | Hammer and Tongs          | UK            | Radioactive Records/MCA | Zweites Studioalbum; erreichte Platz 61 der UK Albums Chart |
| 1991 | Goodbye Mr Mackenzie      | International | Radioactive Records/MCA | Compilation-Album                                           |
| 1993 | Live on The Day of Storms | UK            | Blokshok Records        | Livealbum                                                   |
| 1994 | Five                      | UK            | Blokshok Records        | Drittes Studioalbum                                         |
| 1995 | Jezebel                   | UK            | Blokshok Records        | Compilation-Album                                           |
| 1996 | The Glory Hole            | UK            | Blokshok Records        | Viertes und letztes Studioalbum                             |
| 2005 | The River Sessions        | UK            | River Records           | Doppel-Livealbum                                            |
| 2009 | The Rattler: Live '91     | UK            | MD Music Company        | Livealbum (Digital release)                                 |

Singles
| Jahr | Song                              | Chartposition     | Chartposition | Chartposition | Record Label          | Album                         |
| Jahr | Song                              | UK                | EU            | US            | Record Label          | Album                         |
| ---- | --------------------------------- | ----------------- | ------------- | ------------- | --------------------- | ----------------------------- |
| 1984 | „Death of a Salesman“             | —                 | —             | —             | YTS                   | Split-Single w/ Lindy Bergman |
| 1986 | „The Rattler“                     | 8 (Indie Charts)  | —             | —             | Precious Organisation | nur als Single erschienen     |
| 1987 | „Face to Face“                    | 27 (Indie Charts) | —             | —             | Clandestine           | nur als Single erschienen     |
| 1988 | „Goodbye Mr. Mackenzie“           | 62                | —             | —             | Capitol Records       | Good Deeds and Dirty Rags     |
| 1988 | „Open Your Arms“                  | 92                | —             | —             | Capitol Records       | Good Deeds and Dirty Rags     |
| 1989 | „The Rattler“ (Re-release)        | 37                | —             | —             | Capitol Records       | Good Deeds and Dirty Rags     |
| 1989 | „Goodwill City“/„I’m Sick of You“ | 49                | —             | —             | Capitol Records       | Good Deeds and Dirty Rags     |
| 1990 | „Love Child“                      | 52                | —             | —             | Parlophone Records    | Hammer and Tongs              |
| 1990 | „Blacker Than Black“              | 61                | —             | —             | Parlophone Records    | Hammer and Tongs              |
| 1991 | „Now We Are Married“              | 80                | —             | —             | Radioactive Records   | Hammer and Tongs              |
| 1993 | Goodwill City (Live) E.P.         | —                 | —             | —             | Blokshok Records      | Live on The Day of Storms     |
| 1993 | Hard E.P.                         | —                 | —             | —             | Blokshok Records      | Five                          |
| 1994 | The Way I Walk E.P.               | —                 | —             | —             | Blokshok Records      | Five                          |